# Buon Gesù
Buon Gesù is een plaats (frazione) in de Italiaanse gemeente Olgiate Olona.